# كوماموناسية ترابية
كوماموناسية ترابية (الاسم العلمي: Comamonas terrae) هي نوع من البكتيريا، سلبية الغرام، تتبع جنس الكوماموناسية.